# Чемпионат России по самбо 2021
Чемпионат России по самбо 2021 года прошёл в городе Оренбург с 27 февраля по 1 марта. В соревнованиях приняли участие 742 спортсмена. Чемпионат прошёл по новой системе весовых категорий, утверждённых Международной федерацией самбо. В новой системе 22 весовые категории: 8 для мужчин и по 7 категорий в женской и боевой версиях.

## Медалисты

### Мужчины
| Весовая категория | Золото                | Серебро            | Бронза                             |
| ----------------- | --------------------- | ------------------ | ---------------------------------- |
| до 53 кг          | Артур Ондар           | Иван Панюхин       | Элбек Куюков Дамир Шамсутдинов     |
| до 57 кг          | Саян Хертек           | Владимир Гладких   | Харун Тлишев Никита Петухов        |
| до 64 кг          | Александр Куликовских | Александр Чеботарь | Данил Пономаренко Рамазан Каразиев |
| до 71 кг          | Никита Клецков        | Магомед Гаджиев    | Иван Пегушин Али Турсунов          |
| до 79 кг          | Уали Куржев           | Аскербий Гербеков  | Денис Суханов Али Куржев           |
| до 88 кг          | Сергей Рябов          | Сергей Кирюхин     | Андрей Перепелюк Арам Григорян     |
| до 98 кг          | Антон Коновалов       | Андрей Гусаров     | Артём Гайбаев Лазарь Цкаев         |
| свыше 98 кг       | Артём Осипенко        | Андрей Волков      | Аслан Камбиев Артур Хапцев         |

### Женщины
| Весовая категория | Золото           | Серебро             | Бронза                                |
| ----------------- | ---------------- | ------------------- | ------------------------------------- |
| до 50 кг          | Мария Молчанова  | Екатерина Долгих    | Юлия Молчанова Людмила Ершова         |
| до 54 кг          | Алия Биккужина   | Елизавета Сыщикова  | Анастасия Поликарпова Диана Рябова    |
| до 59 кг          | Светлана Уварова | Татьяна Шуянова     | Ольга Митина Карина Черевань          |
| до 65 кг          | Валерия Ломакина | Айко Ри             | Екатерина Оноприенко Анна Щербакова   |
| до 72 кг          | Олеся Посылкина  | Анастасия Хомячкова | Анастасия Филиппович Людмила Налетова |
| до 80 кг          | Жанара Кусанова  | Анна Балашова       | Екатерина Токарева Елена Зайкина      |
| свыше 80 кг       | Ольга Артошина   | Мария Шекерова      | Анна Жижина Елена Хакимова            |

### Боевое самбо
| Весовая категория | Золото                 | Серебро            | Бронза                                 |
| ----------------- | ---------------------- | ------------------ | -------------------------------------- |
| до 58 кг          | Александр Нестеров     | Ай-Херел Хертек    | Ильмиямин Джаватов Аловсет Мамиев      |
| до 64 кг          | Шейх-Мансур Хабибулаев | Павел Пантелеев    | Тахир Токарев Алексей Ебечеков         |
| до 71 кг          | Руслан Гасанханов      | Наил Будаков       | Ролан Зиннатов Ибрагим Дугиев          |
| до 79 кг          | Асланбек Кодзаев       | Загид Гайдаров     | Никита Северов Байзет Хатхоху          |
| до 88 кг          | Магомед Магомедов      | Джамбулат Меджидов | Роман Егоров Анатолий Токов            |
| до 98 кг          | Расул Магомедов        | Михаил Гильманов   | Гасан Хархачаев Абдулхалим Джаватханов |
| свыше 98 кг       | Денис Гольцов          | Сослан Джанаев     | Алексей Николаев Хадис Ибрагимов       |